# Narciarski bieg na orientację na Zimowych Światowych Wojskowych Igrzyskach Sportowych 2017

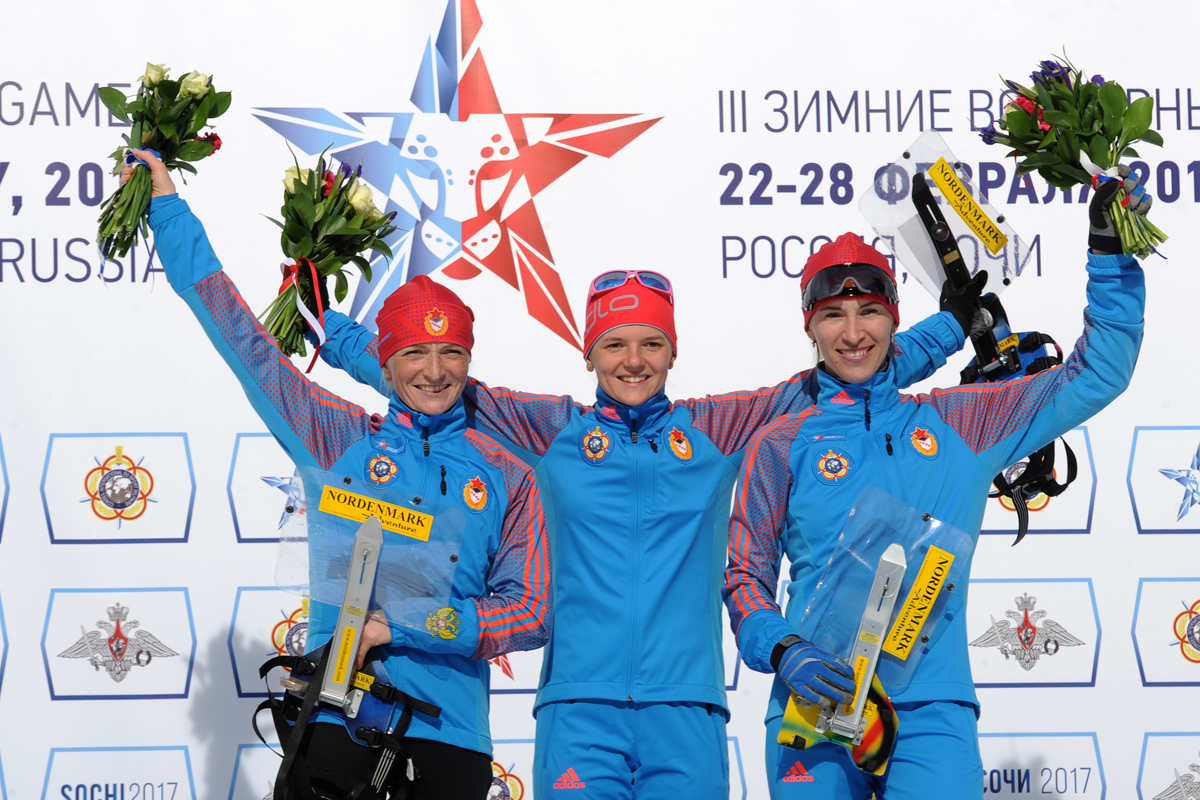
Soczi '17 - Podium sprintu od lewej: Maria Keczkina (2 m.), Tatiana Oborina (1 m.) i Anastazja Krawtczenko (3 m.)

Narciarski bieg na orientację na 3. Zimowych Światowych Wojskowych Igrzyskach Sportowych – jedna z zimowych dyscyplin sportu rozgrywanych podczas igrzysk wojskowych w  Soczi położonej w Rosji w dniach 25 - 27 lutego 2017.

## Harmonogram
| Luty 2017                     | 23 Cz | 24 Pt | 25 So | 26 Nd | 27 Pn |
| ----------------------------- | ----- | ----- | ----- | ----- | ----- |
| Narciarski bieg na orientację |       |       | 2     | 2     | 4     |

Legenda
|  | Eliminacje |  | Finał (ilość) |

## Konkurencje
Podczas zimowych igrzysk wojskowych zawodnicy i zawodniczki rywalizowali w 8 konkurencjach w biegu sprinterskim i w średniodystansowym, indywidualnie oraz w sztafetach (kobiet i mężczyzn). Po raz pierwszy została rozegrana nowa konkurencja, sprint drużynowy (sprint + bieg średni). Narciarski bieg na orientację rozgrywany podczas zimowych igrzysk wojskowych odbywał się na terenie kompleksu narciarsko-biathlonowego „Łaura” w Soczi. 

## Medaliści

### Kobiety
| Konkurencja                             | Złoto                                                                       | Wynik   | Srebro                                                                     | Wynik   | Brąz                                                                        | Wynik   |
| Konkurencja                             | Drużyna/Zawodniczka                                                         | Wynik   | Drużyna/Zawodniczka                                                        | Wynik   | Drużyna/Zawodniczka                                                         | Wynik   |
| sprint                                  | Tatiana Oborina                                                             | 17,54   | Maria Keczkina                                                             | 18,11   | Anastazja Krawtczenko                                                       | 18,55   |
| bieg średni                             | Maria Keczkina                                                              | 35,33   | Tatiana Oborina                                                            | 38,44   | Antonija Grigorowa-Burgowa                                                  | 39.28   |
| sztafeta                                | Rosja · Tatiana Oborina · Anastazja Krawtczenko · Maria Keczkina            | 56:55   | Francja · Lou Denaix · Gaëlle Barlet · Élodie Bourgeois-Pin                | 1:09:51 | Kazachstan · Asem Nazyrova · Elmira Mołdaszewa · Olga Nowikowa              | 1:11:35 |
| sprint drużynowy (sprint + bieg średni) | Rosja · Maria Keczkina · Tatiana Oborina · Tatiana Oborina · Maria Keczkina | 1:50:22 | Kazachstan · Olga Nowikowa · Asem Nazyrova · Olga Nowikowa · Asem Nazyrova | 2:08:15 | Francja · Élodie Bourgeois-Pin · Gaelle Barlet · Gaëlle Barlet · Lou Denaix | 2:25:00 |

### Mężczyźni

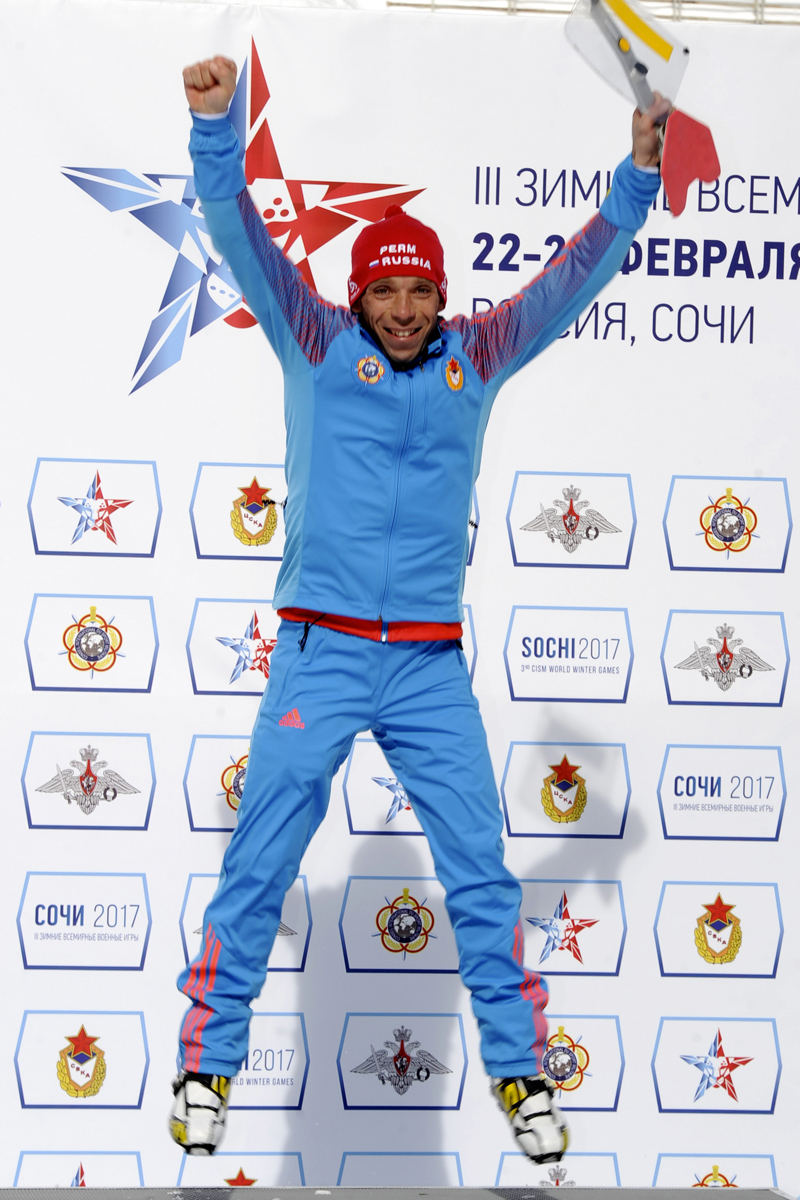
Soczi 2017. Podium - Rosjanin Eduard Chrennikow

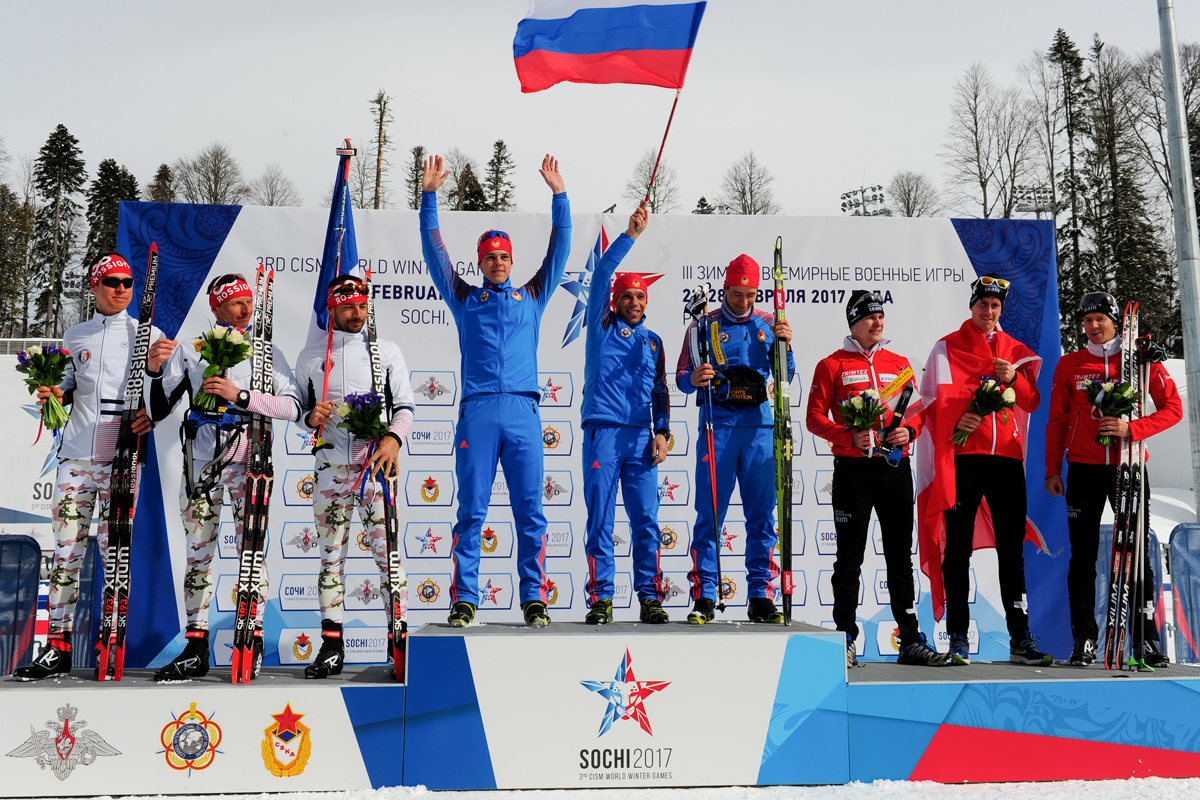
Soczi '17 - Podium sztafet od lewej: Francja (2 m.), Rosja (1 m.) i Szwajcaria (3 m.)

| Konkurencja                             | Złoto                                                                             | Wynik   | Srebro                                                                            | Wynik   | Brąz                                                                             | Wynik   |
| Konkurencja                             | Drużyna/Zawodnik                                                                  | Wynik   | Drużyna/Zawodnik                                                                  | Wynik   | Drużyna/Zawodnik                                                                 | Wynik   |
| sprint                                  | Eduard Chrennikow                                                                 | 17,15   | Stanimir Bełomaszew                                                               | 17,57   | Stepan Malinowskij                                                               | 19.29   |
| bieg średni                             | Eduard Chrennikow                                                                 | 39,22   | Stanimir Bełomaszew                                                               | 42,20   | Wladimir Ignatow                                                                 | 43,03   |
| sztafeta                                | Rosja · Stepan Malinowskij · Wladimir Ignatow · Eduard Chrennikow                 | 1:05:52 | Francja · Rudy Gouy · Yann Debayle · Baptiste Fuchs                               | 1:12:30 | Szwajcaria · Sven Stefan Aschwanden · Tobias Michael Lutz · Andring Kappenberger | 1:14:27 |
| sprint drużynowy (sprint + bieg średni) | Rosja · Eduard Chrennikow · Stepan Malinowskij · Eduard Chrennikow · Andrej Lamow | 1:59:09 | Finlandia · Eevert Toivonen · Sampo Hyppoelae · Eevert Toivonen · Sampo Hyppoelae | 2:14:06 | Francja · Yann Debayle · Baptiste Fuchs · Rudy Gouy · Baptiste Fuchs             | 2:20:38 |

## Klasyfikacja medalowa
* Gospodarz zawodów został zaznaczony tym kolorem.
| Miejsce           | Reprezentacja     | Złoto | Srebro | Brąz | Razem |
| ----------------- | ----------------- | ----- | ------ | ---- | ----- |
| 1                 | Rosja *           | 8     | 2      | 3    | 13    |
| 2                 | Bułgaria          | 0     | 2      | 1    | 3     |
| 3                 | Francja           | 0     | 2      | 2    | 4     |
| 4                 | Kazachstan        | 0     | 1      | 1    | 2     |
| 5                 | Finlandia         | 0     | 1      | 0    | 1     |
| 6                 | Szwajcaria        | 0     | 0      | 1    | 1     |
| Ogółem (6 państw) | Ogółem (6 państw) | 8     | 8      | 8    | 24    |